# Глинени модел зрна пшенице из Благотина
Глинени модел зрна пшенице на чијој полеђини је приказан храм кружног облика, пут и насеље полуземуница је пронађен на локалитету Благотин код Трстеника. Приказ на полеђини га чини најранијим урбанистичким планом, јер је стар 8.000 година. Појављује се у документарном филму Благотин, град добрих људи у ком Светозар Нани Станковић прича о томе како угравирани симболи представљају план благотинског насеља. Зрно се чува заједно са осталим благотинским налазима у Археолошкој збирци Филозофског факултета у Београду.

## Благотин
Благотин је значајан археолошки локалитет на коме је откривено ранонеолитско насеље. Основали су га припадници старчевачке културе, односно њене најстарије фазе — протостарчево, крајем 7. и почетком 6. миленијума п. н. е. Становници Благотина су се бавили сточарством и земљорадњом, о чему, између осталог сведоче и керамичка зрна пшенице пронађена на локалитету. Као доказ постојања духовне културе пронађене су фигуре венере – стилизоване женске фигуре које представљају симбол плодности и рађања.

### Археолошка ископавања
Од 6 хектара у Благотину је истражено 350 квадратних метара. Пронађени су бројни култни предмети духовне старчевачке културе, као што су женске фигурине, симболи рађања и плодности. Ископавања на локалитету обустављена су 1999. године, непосредно пре бомбардовања Србије.

## Галерија
- Приказ плана насеља
- Предња страна зрна
- Урези изблиза